# Aleksandr Pecherski
Aleksandr Arónovich Pecherski (en ruso: Алекса́ндр Аро́нович Пече́рский; 22 de febrero de 1909 – 19 de enero de 1990), también conocido como "Sasha", fue el principal organizador y líder de la revuelta y escape en masa más exitoso de judíos de un campo de concentración nazi durante la Segunda Guerra Mundial. 
Antes de la guerra, Pecherski llevaba una vida ordinaria y anónima. Trabajaba como contador público en un teatro de artistas aficionados. Fue reclutado por el Ejército Rojo poco después de que la Alemania Nazi invadiera la Unión Soviética. Pocos meses después, Pecherski fue capturado con toda su unidad e internado por dos años en los campos nazis de prisioneros de guerra. El 14 de octubre de 1943, Pecherski lideró un levantamiento y escape de Sobibor tras pasar solo 21 días en dicho campo de exterminio. Para entonces, llevaba dos años como prisionero de guerra, había participado en un intento frustrado de escape y había presenciado las atrocidades del nazismo. Al haber sobrevivido tanto tiempo, demostró ser un hombre recio y lleno de recursos.
Muchos de los sobrevivientes dieron testimonios contradictorios respecto a sus roles en la revuelta y escape de Sobibor; sin embargo, un hecho verificado por todos los sobrevivientes fue que Pecherski fue el líder, organizador y planificador indiscutible del escape.
Después de la guerra, Pecherski contrajo matrimonio con Olga Kotova. Sería hecho prisionero por seis años durante una de las purgas de Stalin, fue liberado debido a la gran presión internacional y retomaría su carrera en un pequeño teatro de músicos aficionados. Una década después de su muerte, se erigió una pequeña placa, en el lado del complejo de departamentos que habitó en Rostov del Don para conmemorar sus hazañas en Sobibor.

## Biografía

### Primeros años
Pecherski, hijo de un abogado judío, nació el 22 de febrero de 1909 en Kremenchuk, actual Ucrania (entonces parte del Imperio ruso). En 1915, su familia se trasladó a Rostov del Don, donde comenzó a trabajar como electricista en una fábrica reparadora de locomotoras. Tras graduarse de una universidad con un diploma en música y literatura, se convirtió en contador y gerente de una pequeña escuela para músicos aficionados.

### Segunda Guerra Mundial
El 22 de junio de 1941, el día en que Alemania invadió a la Unión Soviética, Pecherski fue conscripto en el Ejército Rojo bajo el rango de Лейтенант (teniente). Para septiembre de 1941, fue promovido al rango de intendente (clase II). A inicios del otoño boreal de 1941, rescató a su comandante herido de ser capturado por los alemanes; sin embargo, no recibió ninguna medalla por esta hazaña. Uno de sus compañeros supuestamente declaró: «Sasha, si lo que has hecho no te convierte en un héroe, ¡no sé quien lo sería!». En octubre de 1941, durante la Batalla de Moscú, su unidad fue rodeada y capturada por los alemanes en el centro de la ciudad de Viazma, óblast de Smolensk.
Una vez capturado, Pecherski contrajo tifus, pero sobrevivió los siete meses que duró la enfermedad. En mayo de 1942, escapó junto con otros cuatro prisioneros de guerra, pero fue recapturado el mismo día. Tras este episodio, fue enviado a un campo penal en Borisov, Bielorrusia y, de allí, al campo de prisioneros de guerra ubicado en el bosque cerca de la ciudad de Minsk. Durante un examen médico obligatorio, se descubrió que estaba circuncidado. Pecherski recordó que un oficial médico alemán le preguntó «¿Admite ser judío?». Lo admitió, dado que cualquier negación tendría como resultado una flagelación y fue lanzado a un sótano denominado "la tumba judía", junto con otros prisioneros de guerra judíos, donde estuvo sentado en completa oscuridad por diez días, siendo alimentado con 100 gramos (3,5 onzas) de trigo y una taza de agua cada dos días.
El 20 de agosto de 1942, Pecherski fue enviado a un Arbeitslager (campo de trabajo) de las Schutzstaffel (SS) en Minsk. El campo albergaba a 500 judíos del Gueto de Minsk, así como prisioneros de guerra soviéticos judíos; también había entre 200 y 300 prisioneros rusos que los alemanes habían calificado como incorregible: personas que se sospechaba contactaban con los partisanos soviéticos y aquellos que faltaban repetidamente a trabajar para los alemanes. Los prisioneros eran privados de alimentos y trabajaban desde al amanecer hasta el anochecer. Pecherski escribió sobre el campo laboral de Minsk:

El comandante del campamento nazi no dejaba pasar un solo día sin matar a alguien. Si se le miraba a la cara, se notaba que era un sádico. Era delgado, su labio superior temblaba y su ojo izquierdo estaba inyectado de sangre. Siempre tenía una resaca o estaba ebrio y realizaba horrores indecibles. Disparaba a personas sin razón alguna y su pasatiempo favorito era mandar a su perro atacar gente al azar, a quienes se les ordenaba no defenderse.

## Campo de exterminio de Sobibor
El 18 de septiembre de 1943, Pechersky, junto con 2,000 judíos de Minsk, incluidos unos 100 prisioneros de guerra judíos soviéticos, fue colocado en un vagón de ferrocarril que llegó al campo de exterminio de Sobibor el 23 de septiembre de 1943. Ochenta prisioneros del tren, incluido Pechersky, fueron seleccionado para trabajar en Lager II. Los 1,920 judíos restantes fueron llevados inmediatamente a las cámaras de gas. Pechersky recordó más tarde sus pensamientos cuando el tren se detuvo en Sobibor: "¿cuántos círculos del infierno había en el Infierno de Dante? Parece que había nueve. ¿Cuántos ya han pasado? Estar rodeado, ser capturado, campamentos en Vyazma, Smolensk, Borisov, Minsk ... Y finalmente estoy aquí. ¿Qué sigue? " La aparición de los prisioneros de guerra soviéticos produjo una enorme impresión en los reclusos de Sobibor: "ojos hambrientos y llenos de esperanza siguiendo cada uno de sus movimientos".
Pechersky escribió sobre su primer día en Sobibor:

Estaba sentado afuera en una pila de troncos por la noche con Solomon Shlomo Leitman, quien posteriormente se convirtió en mi principal comandante en el levantamiento. Le pregunté sobre el enorme y extraño fuego que ardía a 500 metros de nosotros detrás de unos árboles y sobre el olor tan desagradable en todo el campamento. Me advirtió que los guardias prohibieron mirar allí y me dijo que están quemando los cadáveres de mis compañeros que llegaron conmigo ese día. No le creí, pero continuó: me dijo que el campamento existía desde hace más de un año y que casi todos los días venía un tren con unas dos mil nuevas víctimas que son todas asesinadas a las pocas horas. Dijo que alrededor de 500 prisioneros judíos (polacos, franceses, alemanes, holandeses y checoslovacos). trabajan aquí y que mi transporte fue el primero en traer judíos rusos. Dijo que en esta pequeña parcela de tierra, de no más de 10 hectáreas, cientos de miles de mujeres, niños y hombres judíos fueron masacrados. Pensé en el futuro. ¿Debo intentar escapar solo o con un grupo pequeño? ¿Debo dejar que los demás prisioneros sean torturados y asesinados? Rechacé este pensamiento.

Durante su tercer día en Sobibor, Alexander Pechersky se ganó el respeto de sus compañeros de prisión al enfrentarse al SS-Oberscharführer Karl Frenzel, un sargento de las SS, según recordaba Feldhendler el incidente.

Pechersky, que todavía vestía su uniforme del ejército soviético, fue asignado a desenterrar tocones de árboles en el Campamento Norte. Frenzel estaba a cargo porque un subordinado estaba en otro lugar y estaba de mal humor. El sargento de las SS estaba esperando una excusa para meterse con alguien ya que se consideraba un oficial y un caballero y esperaba por alguna razón para comenzar sus juegos sádicos. En un judío holandés que estaba demasiado débil para cortar un tocón Frenzel descargó toda su furia al azotarlo con su látigo.

Pechersky dejó de cortar y observó los latigazos mientras descansaba sobre su hacha. El capo Porzyczki le tradujo cuando Frenzel le preguntó a Sasha que si no le gustó lo que vio. Pechersky no se inclinó, no tembló, ni se encogió de miedo, sino que respondió: Sí, Oberscharführer. Frenzel le dijo a Pechersky que tenía 5 minutos para partir un gran tronco de árbol en dos. Si Pechersky ganaba el tiempo, recibiría un paquete de cigarrillos, pero si perdía, sería azotado 25 veces. Frenzel miró su reloj y dijo: Empiece, el teniente soviético partió el tocón en cuatro minutos y medio, Frenzel extendió un paquete de cigarrillos y anunció que siempre cumple lo que promete. Pechersky respondió que no fumaba, se dio la vuelta y volvió a talar nuevos tocones. Frenzel regresó veinte minutos después con pan recién horneado y mantequilla y se lo ofreció a Pechersky. Pechersky respondió que las raciones en el campo de concentración eran más que adecuadas y que no tenía hambre. Frenzel se dio la vuelta y se fue, dejando al capo Porzyczki a cargo. Esa noche, este episodio de desafío se extendió por todo Sobibor. El incidente influyó en el liderazgo de los judíos polacos para que se acercaran a Pechersky y le expusieran sus ideas para un plan de escape.

### Plan de escape
El plan de Pechersky fusionó la idea de una fuga masiva y con la venganza: ayudar a la mayor cantidad posible de prisioneros a escapar mientras ejecutaban a los oficiales y guardias de las SS. Su objetivo final era unirse a los partisanos y seguir luchando contra los nazis. Cinco días después de llegar a Sobibor, Solomon Leitman se acercó a Pechersky en nombre de León Feldhendler, el líder de los judíos polacos del campo. Leitman era uno de los pocos prisioneros que entendía ruso y Pechersky no hablaba ni yidis ni polaco. Pechersky fue invitado a hablar con un grupo de líderes de prisioneros judíos de Polonia, a quienes habló sobre la victoria del Ejército Rojo en la Batalla de Stalingrado y las victorias partisanas. Cuando uno de los prisioneros le preguntó por qué los partisanos no los rescataban de Sobibor, Pechersky respondió: "¿para qué?, ¿para liberarnos a todos? Los partisanos ya están ocupados. Nadie hará el trabajo por nosotros".
Los prisioneros judíos que habían trabajado en el campo de exterminio de Bełżec fueron enviados a Sobibor para ser exterminados cuando Bełżec cerró. Una nota fue encontrada entre la ropa de los asesinados, así los prisioneros de Sobibor supieron que los muertos pertenecían a grupos de trabajo en el campo de Bełżec. La nota decía: "trabajamos durante un año en Bełżec. No sé a dónde nos llevan ahora, dicen que a Alemania. En los vagones de carga hay mesas de comedor. Recibimos pan para tres días, latas y licor. Si todo esto es mentira, entonces debes saber que la muerte también te espera. No confíes en los alemanes. ¡Véngate de nuestra sangre!”.
Los líderes de los judíos polacos sabían que Bełżec y de Treblinka habían sido cerrados, desmantelados y todos los prisioneros restantes habían sido enviados a las cámaras de gas y sospechaban que Sobibor sería el próximo. Había una gran urgencia en idear un buen plan de escape y Pechersky, con su experiencia militar, era su única esperanza. La fuga también tuvo que coincidir con el momento en que el subcomandante de Sobibor, el SS-Hauptscharführer Gustav Wagner, se fue de vacaciones a Lublin, y a que los presos sintieron que tenía la agudeza suficiente para descubrir el plan de fuga.

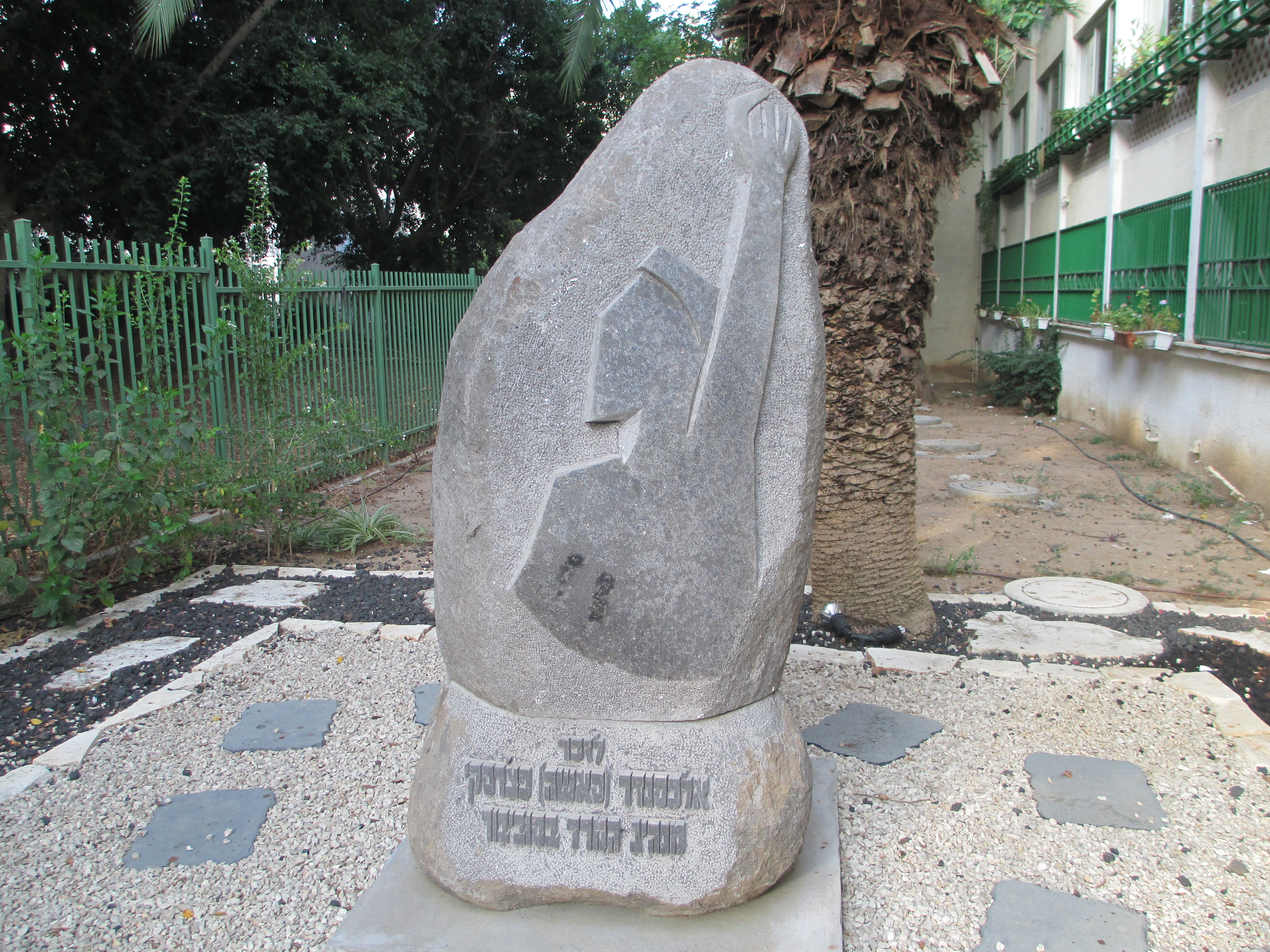
Memorial de Sasha Pecherski en Tel Aviv.

### Luka
Pechersky se reunió clandestinamente con Feldhendler con el pretexto de conocer a Luka, una mujer con la que supuestamente estaba involucrado. A menudo se describe a Luka como una mujer holandesa de unos 18 años, pero los registros indican que tenía 28 años y era de Alemania; su verdadero nombre era Gertrud Poppert–Schönborn. Después de la guerra, Pechersky insistió en que la relación era platónica. Su destino después de la fuga nunca se estableció y nunca más se la volvió a ver con vida. Durante una entrevista con Thomas Blatt, Pechersky dijo lo siguiente con respecto a Luka:

Aunque la conocí solo dos semanas, nunca la olvidaré. Le informé minutos antes de la fuga del plan. Ella me dio una camisa. diciendo "es una camisa de la buena suerte, póntela ahora mismo, y lo hice." Ahora la camisa está en un museo. Perdí a Luka en el tumulto de la revuelta y no la volví a ver.

## La posguerra
Después de la guerra, Pechersky regresó a Rostov del Don, donde vivió antes de la guerra y comenzó a trabajar como administrador en un teatro de opereta. El asesinato en masa de judíos en el campo de exterminio de Sobibor se convirtió en parte de los cargos contra los principales nazis en los Juicios de Núremberg. El Tribunal Internacional de Núremberg quiso llamar a Pechersky como testigo, pero el gobierno soviético no le permitió viajar a Alemania para testificar. En 1948 durante la persecución de los judíos por Stalin, conocida como la campaña Cosmopolita sin raíces dirigida a aquellos que supuestamente carecían de verdadera lealtad y compromiso con el estalinismo y la Unión Soviética, Pechersky perdió su trabajo y fue arrestado brevemente. Fue liberado rápidamente gracias a la presión internacional.
A pesar de haber perdido su trabajo debido a las represiones, recibió una Medalla por el Servicio de Combate en 1949. Tuvo que vender ropa hecha a mano en el mercado local durante cinco años porque no pudo encontrar trabajo. Solo después de la muerte de Stalin en 1953 pudo encontrar empleo en la fábrica de Rostselmash. Su hermano, sin embargo, sucumbió a un coma diabético mientras estaba encarcelado. Pechersky trabajó durante un corto tiempo en un pequeño cine como director.
El gobierno soviético impidió que Pechersky testificara en el juicio de Adolf Eichmann en Israel, y solo permitió una breve declaración en Moscú, que estaba controlada por la KGB. En 1963 compareció como testigo durante el juicio soviético de once exguardias ucranianos en Sobibor, todos los cuales fueron condenados y diez ejecutados.
Según su hija en una entrevista, el gobierno soviético le impidió a Pechersky testificar en juicios internacionales relacionados con Sobibor. La última vez que a Pechersky se le negó el permiso para salir del país y testificar fue en 1987 para un juicio en Polonia y, según su hija, esta negativa "simplemente paralizó a mi padre. Casi dejó de levantarse de la cama y envejeció instantáneamente".
Alexander Pechersky murió el 19 de enero de 1990 y fue enterrado en el cementerio norte de Rostov del Don, Rusia. En el 2009, la hija, la nieta y dos bisnietos de Pechersky vivían en la misma ciudad.

## Homenajes
En el año 2000 se erigió una pequeña placa, en el lado del complejo de departamentos que habitó en Rostov del Don; Rusia, para conmemorar sus hazañas en Sobibor.
Existe un memorial en su honor llamado Sasha Pecherski en Tel Aviv, Israel.

## Familia
- Primera esposa (1913-1945) - Lyudmila Vasilyevna Zamilatskaya.
  - Hija - Eleanor Aleksandrovna Grinevich (nacida en 1934). Como su nieta Natalya Ladychenko, vive en Rostov del Don.
- Segunda esposa (desde 1945) - Olga Ivanovna Kotova.
- Padre murió en Rostov del Don en 1941. La madre, Sofya Markovna Pecherskaya, con sus hijas fueron evacuadas y después de la guerra regresaron a Rostov del Don.
- El hermano Konstantin (1907) estaba en el Ejército Rojo, hermanas Faina (1906) y Zinaida (1921).